# Nina Epton
Pour les articles homonymes, voir Epton.
Nina Consuelo Epton, née en 1913 à Hampstead  et morte de le 29 octobre 2010 à Seaford est une productrice et animatrice radiophonique et écrivaine de voyage britannique, active dans les années 1950 et 1960. Elle a voyagé seule à travers l'Espagne, l'Afrique du Nord et l'Indonésie. Dans les années 1970, elle publie un certain nombre d'ouvrages historiques sur la royauté, deux livres sur les chats et une biographie romancée de l'avanturière Jane Digby, traduite en français sous le titre : Jane, la rebelle.
Son plus grand succès commercial est une série de livres littéraires, historiques et sociologiques sur les relations amoureuses : Love and the French (1959), Love and the English (1960), Love and the Spanish (1961). Dans diverses combinaisons, ils ont été traduits en français, allemand et espagnol. Tous les trois ont été ré-imprimés par Penguin Books en 1964-1965.

## Biographie

### Jeunesse et formation
Epton est née à Hampstead d'un père écossais et d'une mère espagnole. Elle a fait ses études en partie en Angleterre et en partie en France, fut diplômée de l'Université de Paris et a beaucoup voyagé.

### Carrière
Au cours des années 1950, elle a été productrice du département canadien-français de la BBC, avec une responsabilité particulière pour les contributions de la BBC au film d'actualités en français de la Société Radio-Canada, Revue de l'actualité,. Entre 1953 et 1969, elle a également contribué occasionnellement au BBC Home Service et au BBC Light Program en tant que présentatrice, intervieweuse et panéliste.
En tant qu'écrivaine de voyage, elle était considérée comme une nouveauté au début des années 1950 en tant que jolie femme qui voyageait seule et s'intéressait profondément et de manière critique aux conditions locales.
Epton est morte le 29 octobre 2010.

## Ouvrages

### Articles
- « A Visit to Xavier, the Birthplace of St Fracis », in The Tablet, 23 oct. 1954.
- « Et le Père Noël ? Un Noël d'enfant en Espagne », dans La Tablette, 17 décembre 1955.
- " Medieval Echoes in Modern Texas ", dans The Tablet, 21 décembre 1968.

### Livres
- Journey under the Crescent Moon (Londres : V. Gollancz, 1949)[7].
- Oasis Kingdom: The Libyan Story (Londres: Jarrolds, 1952)[8].
- Islands of the Sunbird: Travels in Indonesia (Londres et New York: Jarrolds, 1954)[9],[10].
- Les îles d'Indonésie, 4 volumes (Londres : Pitman, 1955)
- La vallée de Pyrene (Londres: Cassell, 1955).
- Raisins et granit (Londres: Cassell, 1956) [11],[12]
- Le palais et la jungle (Londres: Oldbourne Press, 1957)
- Navarre: La puce entre deux singes (Londres: Cassell, 1957)
- The Golden Sword: Être l'histoire dramatisée de Sir Thomas Stamford Raffles, 1781–1826 (Londres: Oldbourne, 1957)
- Saints and Sorcerers: A Moroccan Journey (Londres: Cassell, 1958).
- L'amour et les Français (Londres: Cassell, 1959) [13]
- Love and the English (Londres: Cassell, 1960) [14]
- Love and the Spanish (Londres, 1961) [15]
- Milord et Milady (Londres: Oldbourne, 1962)
- Algues pour le petit-déjeuner: une image de la vie japonaise aujourd'hui (Londres: Cassell, 1963)
- Madrid (Londres : Cassell, 1964)
- La côte magique de l'Espagne, du Miño à la Bidassoa: un guide personnel (Londres: Weidenfeld & Nicolson, 1966) [16]
- Stewart Wavell, Audrey Butt, Nina Epton, Trances (Londres : Allen & Unwin, 1966)
- Fêtes espagnoles : y compris les romerías, à l'exclusion des corridas (Londres : Cassell, 1968)
- Andalousie (Londres: Weidenfeld & Nicolson, 1968)
- Victoria et ses filles (Londres : Weidenfeld et Nicolson, 1971).
- The Spanish Mousetrap: Napoleon and the Court of Spain (Londres: Macdonald and Co, 1973)
- Cat Manners and Mysteries (Londres: Michael Joseph, 1973)
- The Burning Heart : Un roman basé sur la vie de Jane Digby, Lady Ellenborough (Londres : Macdonald and Jane's, 1974)
- Magie et mystique de Java (Londres: Octagon Press, 1974)
- Joséphine: L'impératrice et ses enfants (Londres: Weidenfeld et Nicolson, 1975)
- Village Cats de Dora Bell (Londres: Joseph, 1977)